# Mineral (Californië)
Mineral is een plaats (census-designated place) in de Amerikaanse staat Californië, en valt bestuurlijk gezien onder Tehama County.

## Demografie
Bij de volkstelling in 2000 werd het aantal inwoners vastgesteld op 143.

## Geografie
Volgens het United States Census Bureau beslaat de plaats een oppervlakte van
115,3 km², waarvan 115,2 km² land en 0,1 km² water. Mineral ligt op ongeveer 1479 m boven zeeniveau.

## Plaatsen in de nabije omgeving
De onderstaande figuur toont nabijgelegen plaatsen in een straal van 40 km rond Mineral.